# Phái bộ Ổn định Tích hợp Đa chiều Liên Hợp Quốc tại Mali
Phái đoàn Ổn định Tích hợp Đa chiều của Liên Hợp Quốc tại Mali (tiếng Pháp: Mission multidimensionnelle intégrée des Nations unies pour la stabilisation au Mali, MINUSMA))  là một phái đoàn gìn giữ hòa bình của Liên Hợp Quốc tại Mali. MINUSMA được thành lập vào ngày 25 tháng 4 năm 2013 bởi Nghị quyết 2100 của Hội đồng Bảo an Liên Hợp Quốc nhằm ổn định đất nước sau cuộc nổi dậy Tuareg (2012). Nó được chính thức triển khai vào ngày 1 tháng 7 và trở thành nhiệm vụ gìn giữ hòa bình nguy hiểm nhất của Liên Hợp Quốc, với 177 nhân viên gìn giữ hòa bình bị giết trong lực lượng khoảng 15.000 người. 
Bên cạnh MINUSMA, hiện có các hoạt động hòa bình hơn nữa ở Mali. Đây là các nhiệm vụ của Liên minh Châu Âu EUCAP Sahel Mali và EUTM Mali.

## Lịch sử
Năm 2012, Tuareg và các dân tộc khác ở miền bắc Malaw Azawad bắt đầu một cuộc nổi dậy ở phía bắc dưới ngọn cờ của Phong trào Quốc gia Giải phóng Azawad. Sau một số thành công ban đầu và khiếu nại từ Quân đội Malian rằng nó được trang bị không tốt để chống lại quân nổi dậy, những người được hưởng lợi từ một luồng vũ khí hạng nặng từ cuộc nội chiến Libya năm 2011 cũng như các nguồn khác, các yếu tố của quân đội đã tổ chức một cuộc đảo chính quân sự vào ngày 21 tháng 3 năm 2012. Sau cuộc đảo chính, phiến quân đã tiến xa hơn để đánh chiếm ba thành phố lớn nhất ở miền bắc: Gao, Timbuktu và Kidal. Sau các lệnh trừng phạt kinh tế và sự phong tỏa của Cộng đồng kinh tế các quốc gia Tây Phi (ECOWAS) đối với đất nước, một thỏa thuận, được môi giới tại Burkina Faso của Tổng thống Blaise Compaoré dưới sự bảo trợ của ECOWAS, đã được ký kết sẽ thấy Amadou Sanogo nhượng quyền cho Dioncound đảm nhận chức tổng thống trong một khả năng tạm thời cho đến khi một cuộc bầu cử được tổ chức.
Vào ngày 1 tháng 7 năm 2013, 6.000 trong tổng số 12.600 binh sĩ gìn giữ hòa bình của Liên Hợp Quốc đã chính thức nhận trách nhiệm tuần tra đất nước phía bắc từ Pháp và Phái bộ Hỗ trợ Quốc tế của ECOWAS tới Mali (AFISMA). Nhóm này dự kiến sẽ đóng một vai trò trong cuộc bầu cử tổng thống Malian 2013. Lực lượng này là lực lượng gìn giữ hòa bình lớn thứ ba của Liên Hợp Quốc đang hoạt động trên thế giới.

## Tổ chức và lực lượng
Trụ sở chính của công ty đặt tại thủ đô của Bamian, Bamako. Tình báo quân sự sẽ được đánh giá bởi Bộ phận Tình báo U2- Bộ phận Tình báo. 
Lực lượng này do Thiếu tướng Jean-Paul Deconinck của Bỉ dẫn đầu cho đến ngày 2 tháng 10 năm 2018, sau đó, ông đã được Trung tướng Dennis Gyllensporre của Thụy Điển kế nhiệm.
Những quốc gia đóng góp hiện tại là:
- Algérie
- Bangladesh
- Bỉ
- Bénin
- Bosna và Hercegovina
- Burkina Faso
- Canada - 2 CH-147F Chinook và 4 máy bay trực thăng CH-146 Griffon.
- Tchad
- Trung Quốc
- Bờ Biển Ngà
- Cộng hòa Séc
- Đan Mạch
- Cộng hòa Dominica
- Ai Cập
- El Salvador
- Estonia
- Phần Lan
- Pháp
- Gambia
- Đức - Nhiệm vụ tình báo từ tháng 7 năm 2016. IAI Heron UAV được triển khai từ tháng 11 2016.
- Ghana
- Guinée
- Guiné-Bissau
- Ý
- Jordan
- Kenya
- Liberia
- Litva
- Mauritanie
- Nepal
- Hà Lan
- Niger
- Nigeria
- Na Uy
- Sri Lanka
- Tunisia - 75 sỹ quan TAF - 750 quân QRF - 120 Trung đoàn Quân cảnh - 1 C-130J-30 Super Hercules.[8] Sỹ quan, nhân viên hành chính [9]
- Latvia
- Oman
- Bồ Đào Nha - 47 quân nhân[10]
- Rwanda
- Sénégal
- Seychelles
- Sierra Leone
- Thụy Điển
- Thụy Sĩ
- Togo
- Anh Quốc
- Hoa Kỳ
- Yemen

## Sự cố
Vào tháng 10 năm 2013, một kẻ đánh bom tự sát đã tấn công những người lính Chadian dẫn đến hai người lính chết.
Vào ngày 13 tháng 12, hai nhân viên gìn giữ hòa bình của Senen đã bị giết trong một vụ đánh bom bên ngoài Ngân hàng Đoàn kết Malian ở Kidal một ngày trước vòng thứ hai của cuộc bầu cử quốc hội Malian, 2013. Vào tháng 10 năm 2014, 10 binh sĩ đã bị giết chín người từ Nigeria và một người từ Sénégal gần Gao và Kidal, lần lượt là đưa tổng số binh sĩ chết từ nhiệm vụ lên 21 người với hàng chục người khác bị thương. Nó cũng đi trước Bộ trưởng Ngoại giao Malian Abdoulaye Diop kêu gọi UNSC gửi một lực lượng triển khai nhanh chóng đến nước này tuyên bố rằng có sự gia tăng của những kẻ buôn bán ma túy và các chiến binh Hồi giáo. Giám đốc gìn giữ hòa bình của Hoa Kỳ, Hervé Ladsous cũng đã nói chuyện với UNSC từ Bamako, nơi ông tham dự lễ tưởng niệm những người lính đã chết. Ông nói thêm rằng sự kết hợp của các yếu tố đã dẫn đến sự gia tăng các cuộc tấn công vào quân đội Hoa Kỳ, bao gồm cả việc rút quân của Pháp và thiếu lực lượng an ninh Malian, như MINUSMA, là sự hiện diện quốc tế chính trong khu vực, là mục tiêu. Ông lưu ý thêm rằng Liên Hợp Quốc không còn làm việc trong môi trường gìn giữ hòa bình, mà tìm cách tăng cường bảo vệ đội ngũ nhân viên, thiết bị và căn cứ của phái đoàn.
Tính đến đầu năm 2019, hơn 177 lính MINUSMA đã bị giết trong các cuộc tấn công và đánh bom của các nhóm Hồi giáo trong cuộc xung đột đang diễn ra. 
Vào ngày 20 tháng 1 năm 2019, căn cứ MINUSMA tại Aguelhok đã bị các chiến binh tấn công. Cuộc tấn công đã bị đẩy lùi nhưng 10 nhân viên gìn giữ hòa bình của Liên Hợp Quốc đã bị giết và 25 người khác bị thương.  Các chiến binh đã đến trên một số phương tiện vũ trang. Một số kẻ tấn công được cho là đã bị giết. Trách nhiệm đã được tuyên bố bởi Al-Qaeda tại Maghreb Hồi giáo, người tuyên bố rằng đó là một cuộc tấn công trả đũa cho chuyến thăm gần đây tới Chad của Tổng thống Israel Benjamin Netanyahu và việc bình thường hóa quan hệ ngoại giao sau đó. Tổng thư ký LHQ António Guterres đã lên án vụ tấn công mà ông mô tả là "phức tạp".